# Amorphophallus schmidtiae
Amorphophallus schmidtiae är en kallaväxtart som beskrevs av Wilbert Leonard Anna Hetterscheid och A.Galloway. Amorphophallus schmidtiae ingår i släktet Amorphophallus och familjen kallaväxter. Inga underarter finns listade.